# Cèlia Corres i Giner
Cèlia Corres i Giner (Terrassa, Vallès Occidental, 22 de gener de 1964) és una jugadora d'hoquei sobre herba catalana, ja retirada.
De ben jove, amb un grup d'amigues va aconseguir crear la secció d'hoquei sobre herba femenina del Club Egara el 1978. Posteriorment va jugar a l'Atlètic Terrassa HC entre 1982 i 1991, amb el qual va guanya un Campionat de Catalunya el 1988, i el Júnior FC. Internacional amb la selecció espanyola d'hoquei sobre herba en més de cent ocasions, va aconseguir la medalla d'or als Jocs Olímpics de Barcelona 1992. Va retirar-se esportivament a final d'aquest mateix any.
Entre d'altres reconeixements, va rebre la medalla a l'esperit esportiu de l'Ajuntament de Terrassa l'any 1992.

## Palmarès
Clubs
- 1 Campionat de Catalunya d'hoquei sobre herba femení: 1988

Selecció espanyola
- 1 medalla d'or als Jocs Olímpics de Barcelona 1992